# Parque Industrial de Junín

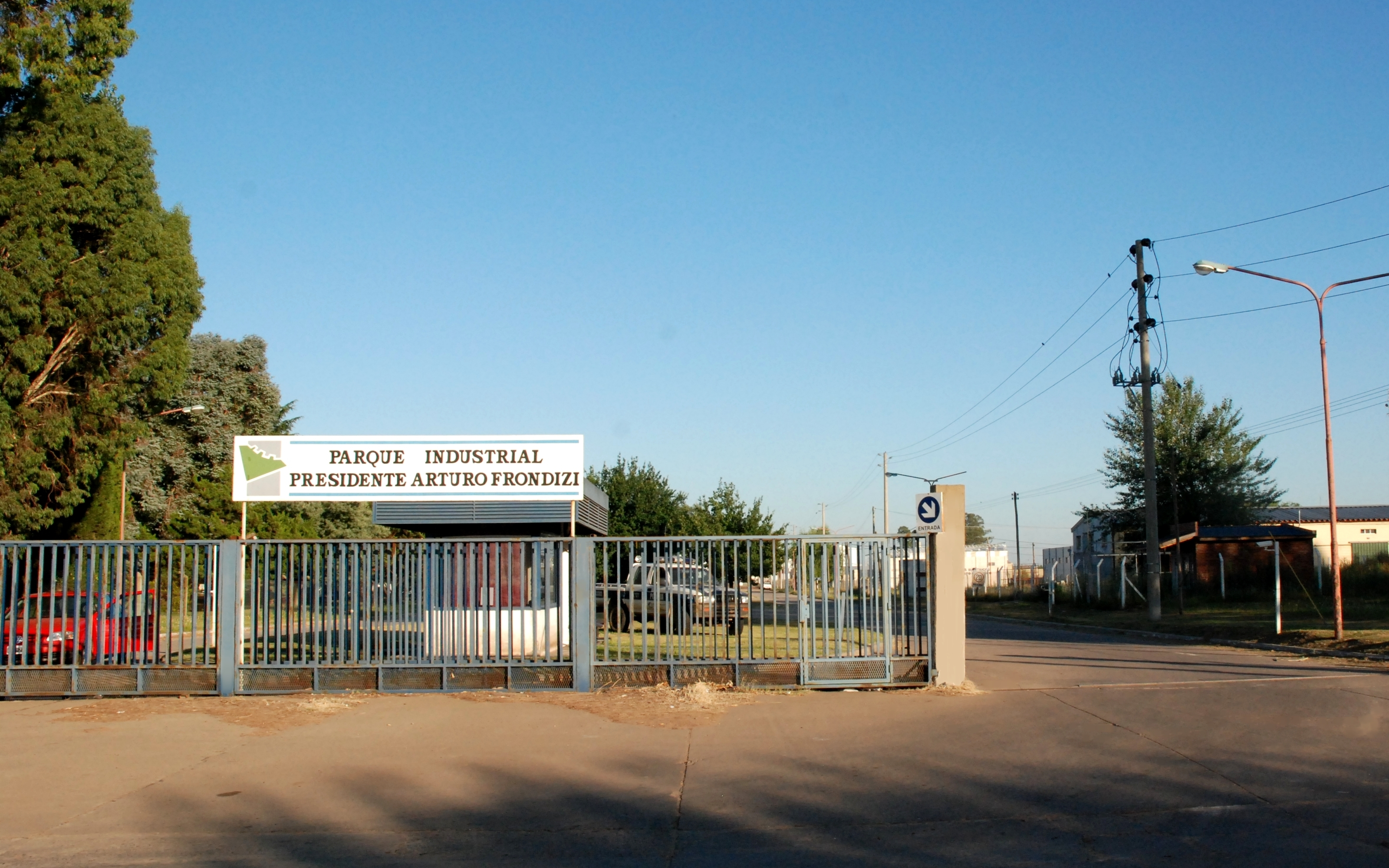
Acceso al Parque Industrial de Junín desde la Avenida Alvear.

El Parque Industrial de Junín es un predio diseñado para la instalación de distintas plantas industriales, ubicado en la ciudad argentina de Junín, en la provincia de Buenos Aires.
Por ordenanza municipal 5465 del 7 de octubre de 2008 se le impuso el nombre "Presidente Arturo Frondizi" en homenaje a quien fuera primer mandatario argentino entre 1958 y 1962. El acto correspondiente se realizó el 7 de noviembre de 2009.

## Ubicación

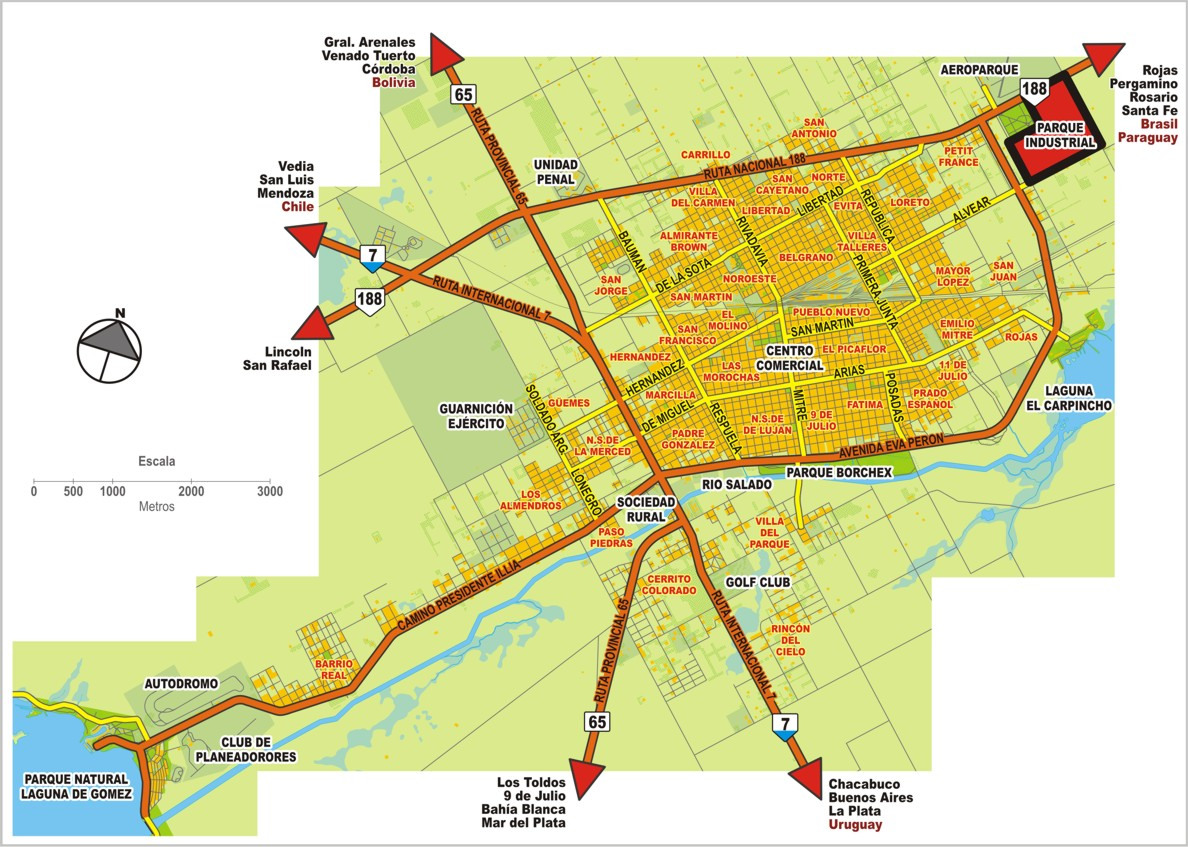
Ubicación del Parque Industrial de Junín, en el norte de la ciudad y junto al aeropuerto.

Está ubicado en las afueras de la ciudad de Junín, Argentina, a la altura del km 156 de la ruta nacional 188. Se accede por la Avenida de Circunvalación y la calle Alvear. La entrada del predio se encuentra a 5 km del centro de la ciudad.

## Infraestructura
El Parque Industrial de Junín tiene más de 100 hectáreas con 92 parcelas de diferentes medidas. Dentro del predio se encuentra la Incubadora de empresas, dedicada a apoyar a nuevos emprendedores. Su objetivo es la creación y el fortalecimiento de empresas y microempresas a través del apoyo constante y la capacitación en sus primeras etapas de vida.
El Parque Industrial de Junín posee condiciones adecuadas de ubicación, infraestructura, equipamiento y de servicios. Cuenta con:
- Cerco perimetral olímpico;
- Pavimento en las principales calles y avenidas;
- Redes de agua, cloacas, energía eléctrica, gas natural y telefonía;
- Desagües pluviales e industriales;
- Servicio contra incendio;
- Servicio de vigilancia, puesto de seguridad y control de accesos;
- Sala de primeros auxilios;
- Edificio de administración.

## Propiedad

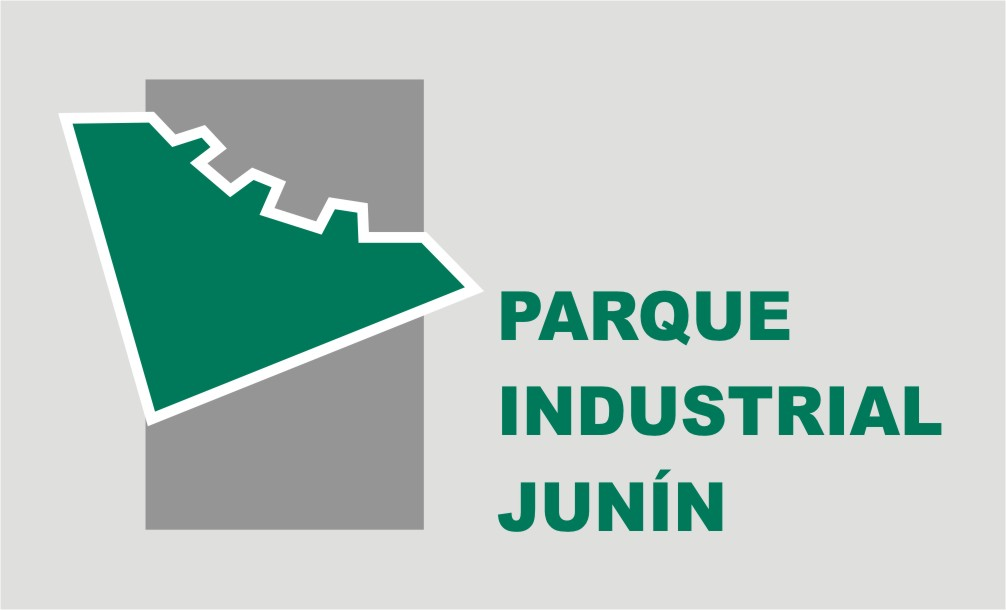
Logotipo del Parque Industrial de Junín.

El predio es propiedad de la Municipalidad de Junín, pero la autorización para la venta de parcelas es concedida por la Dirección de Industria de la Provincia de Buenos Aires. Este organismo evalúa el proyecto, su impacto dentro del parque, las condiciones en que se desarrollará su actividad y otros factores.
Existe un consorcio integrado por la Municipalidad de Junín y los propietarios de los predios que conforman el Parque Industrial, cuyo objetivo fundamental es garantizar el mejor ordenamiento de las actividades que se desarrollen en el mismo como así también un mantenimiento general de las instalaciones.

## Ventajas
Los agrupamientos industriales son importantes mecanismos de atracción de inversiones, dadas las ventajas que brindan a las empresas que se establecen en sus predios. Principales ventajas para empresas que se radican en un parque industrial:
- Dotación básica de infraestructura dada la concentración de la demanda y la extensión de redes de servicios públicos;
- Concentración de usos industriales en un perímetro delimitado a tal fin, favoreciendo la planificación urbana y garantizando una efectiva protección recíproca entre la actividad industrial y los restantes usos posibles de la tierra;
- Mayor complementariedad productiva entre empresas permitiendo la internalización de efectos externos desaprovechados. El desarrollo de estas economías de red permite una mayor capacidad de innovación, absorción y difusión de nuevas tecnologías;
- Generación de economías de escala que facilitan la creación y acceso a centros de servicios comunes y de asistencia empresarial, y desarrollo de mercados intermedios de producción y servicios;
- Mejor acceso a las políticas públicas de estímulo a la industria, por ser un ámbito propicio para la difusión de las mismas;
- Mejora en las condiciones de seguridad mediante un único acceso vial y peatonal, protección perimetral y vigilancia permanente;
- Mayor control y protección del medio ambiente, al tiempo que facilita a las empresas la adecuación a la normativa vigente;
- Fomento del asentamiento de los emprendimientos productivos, cooperativas o asociaciones con participación municipal y sectorial;
- Vinculación funcional del empleo industrial con el residente local.

## Conectividad

### Terrestre
Junín posee uno de los mayores nudos carreteros de Argentina, encontrándose en el punto estratégico donde confluyen las rutas que unen Buenos Aires con Mendoza y Chile; Córdoba con Mar del Plata y Rosario con Bahía Blanca. Es un enclave del Mercosur y del Corredor Bioceánico. Debido a esto se accede fácilmente a Junín desde todo el país. 
Unas 30 empresas de transporte público de pasajeros operan desde la terminal de Junín a todo el país. La ciudad también posee un enlace ferroviario de pasajeros con la estación Retiro de Buenos Aires.

### Aérea
El Aeropuerto de Junín es lindero al predio del parque industrial, del otro lado de la ruta 188. Además, en un radio de 250 km se encuentran las siguientes estaciones aéreas:
- Aeropuerto de Rosario: 200 km.
- Aeropuerto de Ezeiza: 220 km.
- Aeroparque Jorge Newbery (Buenos Aires): 230 km.

### Naval
El Parque se encuentra a 170 km del Puerto de San Nicolás, que cuenta con un calado máximo de 33 pies, muelle de hormigón de 540 metros, 4 grúas pórtico de 20 toneladas y elevador de granos